# 이희선
이희선(1968년 3월 10일 ~)은 대한민국의 언론인이자 겸임교수이다. 2011년 창간한 교육전문 인터넷신문 뉴스에듀신문, 뉴스에듀eTV, 월간뉴스에듀 발행인 겸 대표기자, 한국안전요원연합회 사무총장, 한국저널리스트대학 교수, 청소년기자교육 커뮤니티 국제학생기자단, 인기강사 및 명강사 커뮤니티 한국스타강사연합회 사무총장으로 재직중이다. 또 2013년 설립된 50여 교육신문언론 단체인 한국교육신문연합회 사무총장을 거쳐 회장으로 재임중이다. 지난 2013년~2016년까지 사단법인 한국언론사협회 사무국장과 사무처장을 역임하고 대외협력처장을 맡고있다. 2003년에 설립된 교육그룹 더필드(구 해병대전략캠프) 훈련본부장, 홍보및대행업체 나비미디어그룹 대표이사로 재직하면서 홍보전문가 과정 강사 및 sns 소셜미디어, 퍼스널브랜딩 및 자기피알 전문강사로 활동 중이다.
학교 폭력 예방운동에 앞장서고 있으며, 2011년 ‘대한민국 대표강사 33인-행복한 성공’(국민성공시대, 2011.08.25 출간)에 선정됐다.

## 생애
학교폭력 예방 전도사로 활동하고 있는 이희선은 자신 역시 학창시절 학교폭력의 피해자였다고 말한다. 친구들에게 매 맞기 일쑤였으며, 요즘 유행어가 되다시피한 '빵셔틀', '가방셔틀'의 원조격이었다. 누구보다 학교폭력의 피해를 잘 알고, 학교폭력 피해자의 마음을 이해하는 그는 학교폭력 근절을 위해 뛰고 있다. 그는 "청소년기에 장난삼아 급우를 괴롭히면 피해자와 가해자에게 씻을 수 없는 상처가 남으며, 극단적인 선택까지 생각한다"며 "상대가 '틀림'이 아닌 '나와 다름'을 인정하여, 나눔과 배려로 학교폭력과 왕따를 줄일 수 있다"고 말한다.
이희선은 해병 189기로 부사관 출신이다. 약골에 자살까지 하려했던 그가 귀신 잡는 해병대에 지원한 이유는 아이러니하게도 초중고 12년간 학교 폭력에 시달린 경험 때문이었다. 어두웠던 청소년 시절의 핸디캡을 극복하고 당당하고 자신감 있게 살아가는 것은 군에서 배운 '해병대 정신' 때문이라고 그는 생각한다. 그가 학교폭력에 시달리는 청소년들을 위해 무엇인가 해보고 싶었다는 것이 '해병대전략캠프'였다. 그는 해병대캠프를 통해 자신과 같이 학교폭력 등으로 마음의 상처를 입었거나 자신감을 잃은 청소년들을 위해 희망을 주고 싶다고 말한다.
이희선은 2003년부터 기업 신입사원을 대상으로 자신감과 도전정신을 심어주는 동기부여 전문강사로 활동했으며, 대학에서는 광고와 홍보, 영업 마케팅 교육, 취업진로와 직업탐색, 인성교육, 스토리텔링 강사로 활동 중이다. MBN, 한국경제TV, 이데일리TV 방송 등에 교육전문가로 출연했으며, 기업 임직원과 학생 대상의 역량강화 컨설팅을 진행하고 있다. 2011년에는 '대한민국 대표강사 33인'에 선정됐다.

## 경력
- 2003.07~ 교육그룹 더필드 훈련본부장
- 2005.09~ 나비미디어그룹 대표
- 2010.06~2012.09 한국경제TV 취업컨설턴트[17]

“네이버 이희선 프로필”. 2024년 7월 22일에 확인함.
“다음(daum) 이희선 프로필”. 2024년 7월 22일에 확인함.
- 2011.05 서울특별시 교육청 인성교육 명예교사
- 2011.07~ 뉴스에듀신문 발행인 겸 편집국장(대표기자)
- 2011.09  '2011 대한민국대표강사 33인 선정'[18]
- 2012.01~ 아하취업아카데미 교수
- 2012.10~ 국가원로회의 교육부문 실무위원[19]
- 2013.06~ (사)한국언론사협회 사무총장 겸 교육분과위원장[20]
- 2013.09~ 나비미디어 이희선 대표, '광고 홍보 전문가' 특강[17]
- 2014. 12. 27 미디어강사부문 신지식인상 수상[21]
- 2014. 12. 24 나비미디어 이희선 대표, 미디어강사부문 신지식인상 수상[22]
- 2021.07.17 국대 청소연구소, '2021 대한민국교육대상' 교육공헌대상(청소업체 환경교육부문) 대상 수상[23]
- 2021.05.31 국대 청소연구소, 청소대행업체 전북지사 오픈... 전주 군산 익산 협력업체 모집..전국광역시도 지사 및 초보 및 경력 청소매니저 상시 모집[24]
- 2023.09.15 태양광 유지보수(O&M)업체 에스선샤인 대한민국베스트브랜드 대상 수상[25]
- 2023.09.17 에스선샤인, 대한민국베스트브랜드 대상 수상.."‘태양광 에너지부문’기초부터 태양광 유지보수(O&M) 발전운영까지 최선을 다할 것"[26]
- 2024.02.11 한국시니어그룹 이희선 회장, 새해 설 명절 인사 '교룡운우(蛟龍雲雨)'[27]
- 2024.03.05 태양광 산지발전소 예초작업 및 루프탑 태양광 모듈 클리닝 예약하세요[28]
- 2024.07.01 에스선샤인-건설워커, 취업 신재생에너지 태양광컨설팅업무제휴 체결[29]
- 2024.07.11 더필드, 제5기 MTI 병영캠프 훈련교관 강사양성 과정 교육생 모집[30]
- 2024-07-16 더필드, '그릿(Grit): 열정적 끈기' 기업교육 프로그램 출시[31]
- 2024-07-18 김용회 해병대훈련소 훈련교관 출신, 스타강사연합회 전문강사 부문 수록[32]
- 2024.07.16 [직썰] 교육그룹 더필드·한국스타강사연합회, 기업교육 부문 MOU 체결[33]
- 2024.07.18 더필드, 현장교육 총괄 책임자로 '김용회 교육대장' 영입[34]
- 2025.06.14 [안전 칼럼] 안전을 위한 헌신, 자원봉사 안전요원의 빛나는 발걸음<ref name=
"뉴스에듀신문 20250614">[http://www.newsedu.co.kr/news/articleView.html?idxno=97206
- 2025.06.20 [safe 칼럼] 한국안전요원연합회, 속초 현장체험학습 사고와 안전요원 필수화의 당위성<ref name=
"뉴스에듀신문 20250620">[http://www.newsedu.co.kr/news/articleView.html?idxno=96953